# Meránia hercegeinek listája
Az alábbi lista a Meráni hercegség uralkodóit tartalmazza.
| Név                | Uralkodása                       | Megjegyzések |
| ------------------ | -------------------------------- | ------------ |
| I. Konrád          | hcg.: 1152, †1159. február 18.   |              |
| II. Konrád (*1156) | hcg.: 1159, †1182. október 8.    |              |
| Berthold (*1152)   | hcg.: 1182, †1204. augusztus 12. |              |
| I. Ottó (*1180)    | hcg.: 1204, †1234. május 7.      |              |
| II. Ottó (*1208)   | hcg.: 1234, †1248. június 19.    |              |

## Fordítás
- Ez a szócikk részben vagy egészben  a   Duchy of Merania című angol Wikipédia-szócikk fordításán alapul.  Az eredeti cikk szerkesztőit annak laptörténete sorolja fel. Ez a jelzés csupán a megfogalmazás eredetét és a szerzői jogokat jelzi, nem szolgál a cikkben szereplő információk forrásmegjelöléseként.